# Custom Classics
Custom Classics war ein US-amerikanischer Hersteller von Automobilen.

## Unternehmensgeschichte
Das Unternehmen hatte seinen Sitz zunächst in Bellflower in Kalifornien. 1983 begann die Produktion von Automobilen. Der Markenname lautete Magnum. Lyle Mader übernahm später das Unternehmen und verlegte den Sitz nach Madison in South Dakota. 1989 endete die Produktion.

## Fahrzeuge
Im Angebot stand nur ein Modell. Es war weitgehend baugleich mit dem Kelmark GT von Kelmark Engineering, der seinerseits vom Ferrari Dino 246 inspiriert war. Die Frontgestaltung, der vordere Kofferraum und die Türen wichen ab. Viele Fahrzeuge hatten das Fahrgestell vom VW Käfer und einen Wankelmotor von Mazda. Einige Ausführungen hatten ein anderes Fahrgestell aus Stahl, das für die Aufnahme eines Mittelmotors ausgelegt war. Verschiedene Motoren von Mazda oder V6-Motoren trieben diese Fahrzeuge an. Sie hatten Scheibenbremsen an allen vier Rädern. Nach Unternehmensangaben stammte der V6-Motor von General Motors.